# 1re division d'infanterie (Australie)
Pour les articles homonymes, voir 1re division.
La 1re division est une division d'infanterie de l'armée australienne. Sa garnison est située à Enoggera, une banlieue de Brisbane.

## Histoire
La division est formée pour la première fois en 1914 pour le service pendant la Première Guerre mondiale dans le cadre de la force impériale australienne. L'unité fait initialement partie du corps d'armée australien et néo-zélandais (ANZAC) et sert dans cette formation pendant la campagne de Gallipoli, avant de servir plus tard sur le front occidental. Après la guerre, la division devient une unité à temps partiel basée en Nouvelle-Galles du Sud et, pendant la Seconde Guerre mondiale, elle entreprend des tâches défensives en Australie avant d'être dissoute en 1945.
Après la Seconde Guerre mondiale, la division est restée hors de l'ordre de bataille de l'armée australienne jusqu'aux années 1960, date à laquelle elle est réformée en Nouvelle-Galles du Sud. En 1965, celle-ci adopte un rôle de certification, déterminant l'état de préparation opérationnelle des unités déployées au Viêt Nam. Elle est reformée en 1973 en tant que division à part entière basée dans le Queensland et dans les décennies qui ont suivi, l'unité forme la formation principale de l'armée australienne, comprenant à la fois du personnel régulier et de réserve. Tout au long de cette période, les unités composantes de la division entreprennent de multiples opérations, principalement axées sur le maintien de la paix en Afrique, en Asie et au Moyen-Orient.
À la suite de la restructuration de l'armée australienne dans le cadre de l'initiative « Adaptive Army », la 1re division ne dispose plus d'unités de combat qui lui étaient assignées, bien que le 2e bataillon du Royal Australian Regiment deviendra une unité de commandement direct fin 2017. La division est chargée de coordonner les activités de formation de haut niveau de l'armée et de maintenir le « quartier général de la force interarmées déployable » (DJFHQ). Dans le cas où l'armée australienne entreprendrait une opération terrestre à grande échelle, la division se verrait attribuer d'autres forces d'unités de combat et commanderait tous les actifs déployés, y compris ceux de la Royal Australian Navy et de la Royal Australian Air Force.

### Lectures complémentaires
- Charles Bean, The Story of ANZAC from the Outbreak of War to the End of the First Phase of the Gallipoli Campaign, May 4, 1915, vol. I, Canberra, Australian Capital Territory, Australian War Memorial, coll. « Official History of Australia in the War of 1914–1918 », 1941, 11th éd. (1re éd. 1921) (OCLC 40934988, lire en ligne)
- Charles Bean, The Story of ANZAC from 4 May 1915, to the Evacuation of the Gallipoli Peninsula, vol. II, Canberra, Australian Capital Territory, Australian War Memorial, coll. « Official History of Australia in the War of 1914–1918 », 1941, 11th éd. (1re éd. 1926) (OCLC 220051990, lire en ligne)
- Charles Bean, The Australian Imperial Force in France, 1916, vol. III, Canberra, Australian Capital Territory, Australian War Memorial, coll. « Official History of Australia in the War of 1914–1918 », 1941, 12th éd. (1re éd. 1929) (OCLC 220623454, lire en ligne)
- Charles Bean, The Australian Imperial Force in France: 1917, vol. IV, Canberra, Australian Capital Territory, Australian War Memorial, coll. « Official History of Australia in the War of 1914–1918 », 1941, 11th éd. (1re éd. 1933) (OCLC 17648490, lire en ligne)
- Charles Bean, The Australian Imperial Force in France during the Main German Offensive, 1918, vol. V, Canberra, Australian Capital Territory, Australian War Memorial, coll. « Official History of Australia in the War of 1914–1918 », 1941, 8th éd. (1re éd. 1937) (OCLC 493141496, lire en ligne)
- David Connery, Which Division? Risk Management and the Australian Army's force structure after the Vietnam War, Canberra, Australian Capital Territory, Army History Unit, coll. « Occasional Paper Series », 2014 (ISBN 9780987495990, lire en ligne)
- Michael Tyquin, Training for War: The History of Headquarters 1st Division 1914–2014, Newport, New South Wales, Big Sky, 2017 (ISBN 9781925520422)